# Anolis sheplani
Espèce
Anolis sheplani est une espèce de sauriens de la famille des Dactyloidae. 

## Répartition
Cette espèce est endémique de République dominicaine. Elle se rencontre dans la Sierra de Baoruco.

## Étymologie
Cette espèce est nommée en l'honneur de Bruce R. Sheplan.

## Publication originale
- Schwartz, 1974 : A new species of primitive Anolis (Sauria, Iguanidae) from the Sierra de Baoruco, Hispaniola. Breviora, no 423, p. 1-19 (texte intégral).